# وايانج

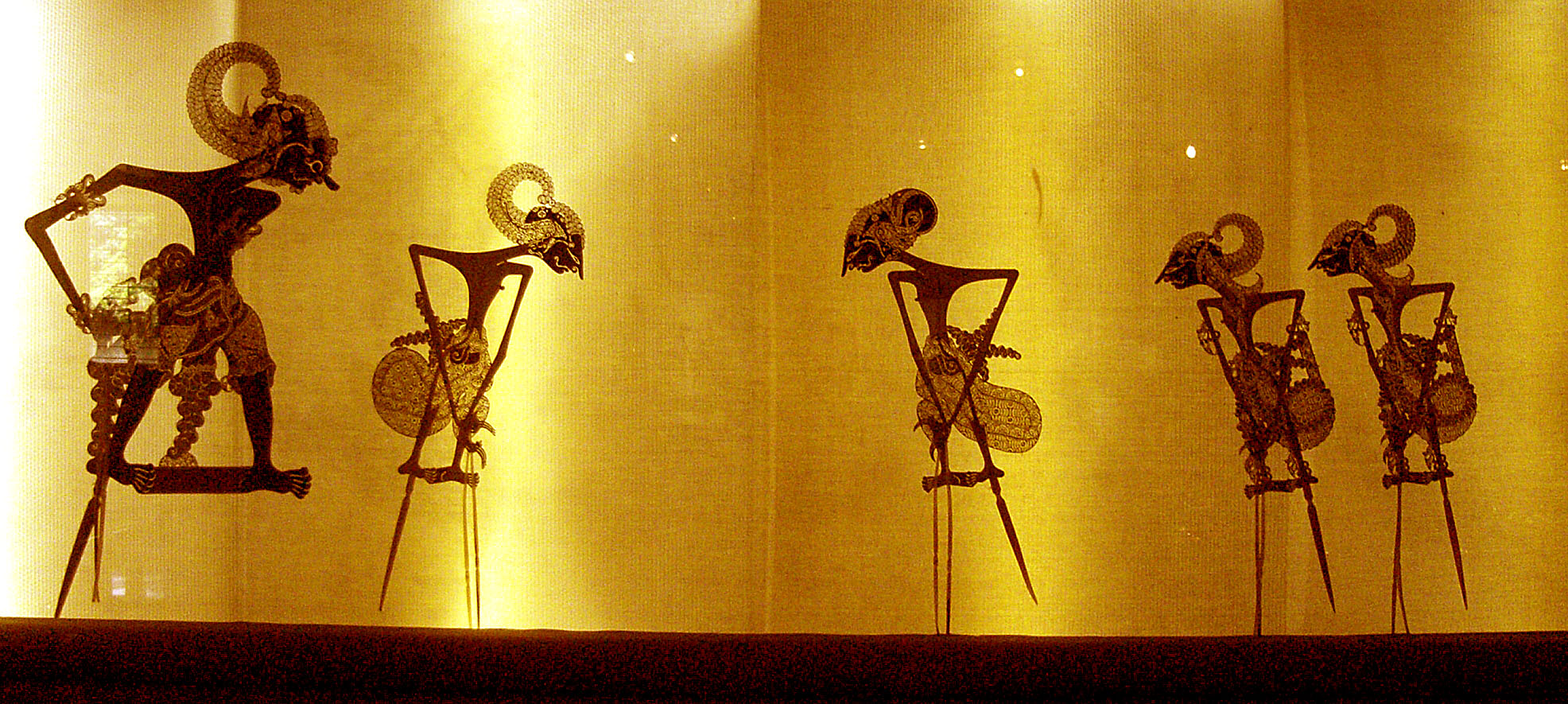
مسرح عرائس وايانج

وايانغ المعروف أيضًا باسم wajang (جافاني: ꦮꦪꦁ ، بالحروف اللاتينية: وايانغ) ، هو شكل تقليدي من مسرحية الدمى المسرحية الموجودة أصلاً في ثقافات جاوة، إندونيسيا. يمكن العثور على الشكل التقليدي لفن مسرح الدمى في إندونيسيا وأجزاء أخرى من جنوب شرق آسيا، حيث يتم سرد قصة درامية من خلال الظلال التي تلقيها الدمى وأحيانًا يتم دمجها مع شخصيات بشرية. يحتفي شكل الفن بالثقافة الإندونيسية والموهبة الفنية؛ تُعزى أصولها إلى انتشار الهندوسية في عصر العصور الوسطى ووصول فنون الدمى القائمة على الجلد والتي تسمى thalubomalata من جنوب الهند.
يشير وايانغ إلى العرض الدرامي بأكمله. أحيانًا يُشار إلى الدمية الجلدية نفسها باسم وايانج. ويرافق عروض مسرح عرائس الظل فرقة أوركسترا غاميلان. تصور القصص الدرامية الأساطير، مثل حلقات من الملاحم الهندوسية رامايانا وماهابهاراتا، بالإضافة إلى التعديلات المحلية للأساطير الثقافية. تقليديا، يتم لعب وايانغ في عرض طقسي من منتصف الليل إلى الفجر من قبل دالانغ، وهو فنان وزعيم روحي. يشاهد الأشخاص العرض من كلا جانبي الشاشة.